# Alfrēds Kalniņš (lekkoatleta)
Alfrēds Kalniņš (ur. 30 sierpnia 1894 w Rydze, zm. 4 maja 1960 tamże) – łotewski lekkoatleta, chodziarz, olimpijczyk. Reprezentant klubów: Rīgas Garnizona sporta klubs, 2. RRB, Marss, LSB.
Uczestnik igrzysk olimpijskich w Paryżu (1924). Wystąpił w chodzie na 10 kilometrów, w którym odpadł w biegu eliminacyjnym. Sześciokrotny mistrz Łotwy w chodzie na 3 km (1920, 1921, 1923) i chodzie na 10 km (1921, 1924, 1925). 19-krotny rekordzista kraju w różnych konkurencjach (również w biegach średniodystansowych). W 1914 zwyciężył w rosyjskich zawodach w chodzie na 3 km i 10 km.
Rekordy życiowe: chód na 3 km – 14:23,8 (1924), chód na 5 km – 24:21,2 (1927), chód na 10 km – 50:51,6 (1924).